# Micro-région de Szombathely
La micro-région de Szombathely (en hongrois : szombathelyi kistérség) est une micro-région statistique hongroise rassemblant plusieurs localités autour de Szombathely.